# Проводы (деревня)
Проводы — деревня в Домодедовском городском округе Московской области, относится к Краснопутьскому сельскому округу.

## География
Деревня расположена на внутренней стороне малого Московского кольца, город Домодедово в 8 км (по шоссе) к северу, у восточной окраины деревни протекает река Гнилуша. Ближайший населённый пункт — деревня Образцово на другой стороне шоссе.

## История
По неподтверждённым данным, ранее называлась Филатово, но на карте 1939 года село ещё не значится, как нет и на немецкой карте 1942 года.

## Население
| 2002 | 2010 |
| ---- | ---- |
| 43   | ↗64  |

## Инфраструктура
В деревне три улицы: Дачная, Дорожная и Центральная.